# Картографическая генерализация
Генерализация — это неотъемлемое свойство всех карт, даже самых крупномасштабных.
Картографическая генерализация (от лат. generalis — общий, главный) — процесс научно обоснованного отбора и обобщения географических объектов и явлений для отображения их на карте.
Процесс генерализации картографического изображения — целенаправленный отбор объектов и явлений, соответствующий масштабу, назначению карты, а также географическим особенностям картографируемой территории. Правильная генерализация карты повышает её качество, делая наиболее пригодной для решения тех задач, какие были предусмотрены при её создании.

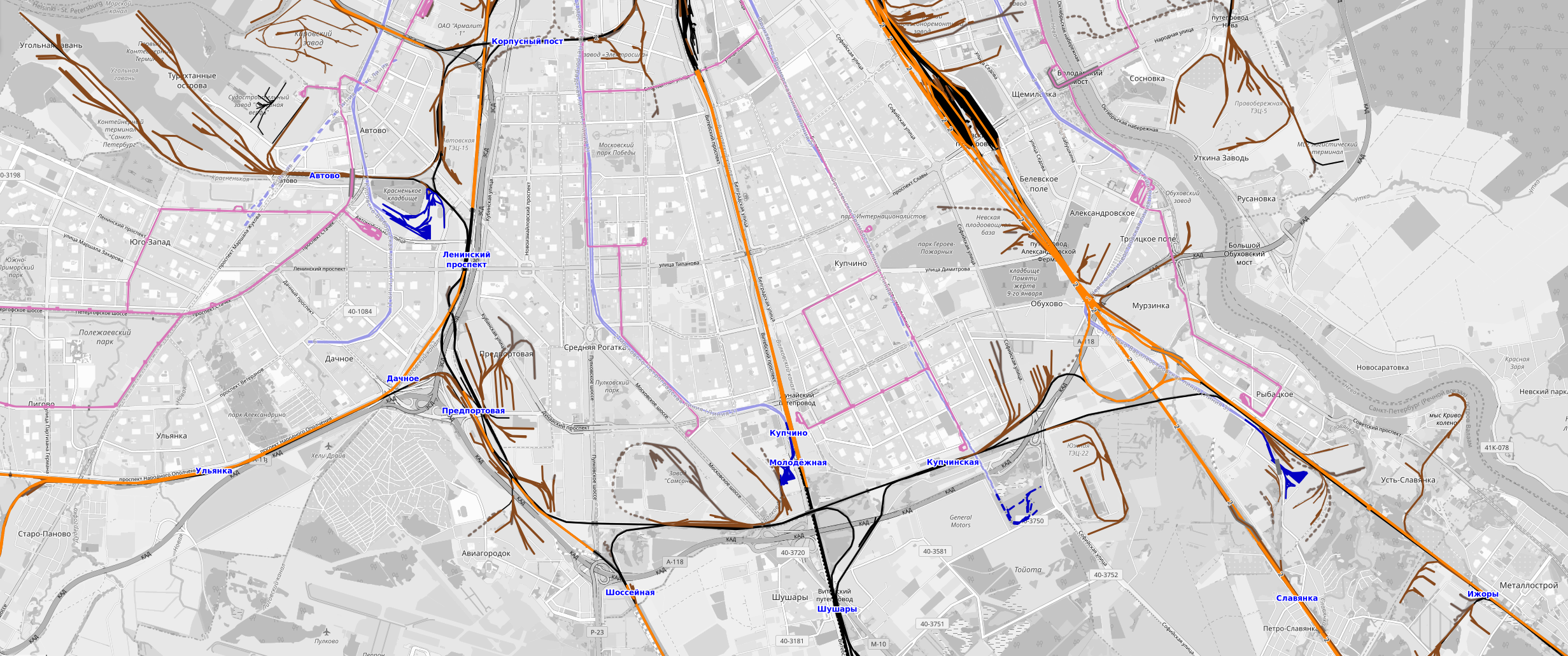
Карта железнодорожной линии, на которой показаны все объекты из Openstreetmap

Карта той же железнодорожной линии, где показаны только важные объекты, получена трассировкой по тем же данным.

## Формы проявления
- Количественный отбор. Характеризуется отбором из многих существующих на местности объектов и явлений сравнительно небольшого их числа.

Пример. В состав Ленинградской области входят несколько тысяч населённых пунктов. При составлении карт мелкого и среднего масштаба все из них не могут уместиться на карте. В таком случае прибегают к отбору наиболее крупных и важных городов, которые отображаются на карте — Санкт-Петербург, Колпино, Выборг и т.д.
- Качественный отбор. Обобщение качественной характеристики явления состоит в уменьшении числа типов относящихся к нему объектов, а также в уменьшении количества определяющих явление свойств. Пример — сокращение числа условных знаков. Все проселочные, грунтовые, шоссейные и другие дороги можно обозначить единым условным знаком автодорог.